# Substrato (geologia)

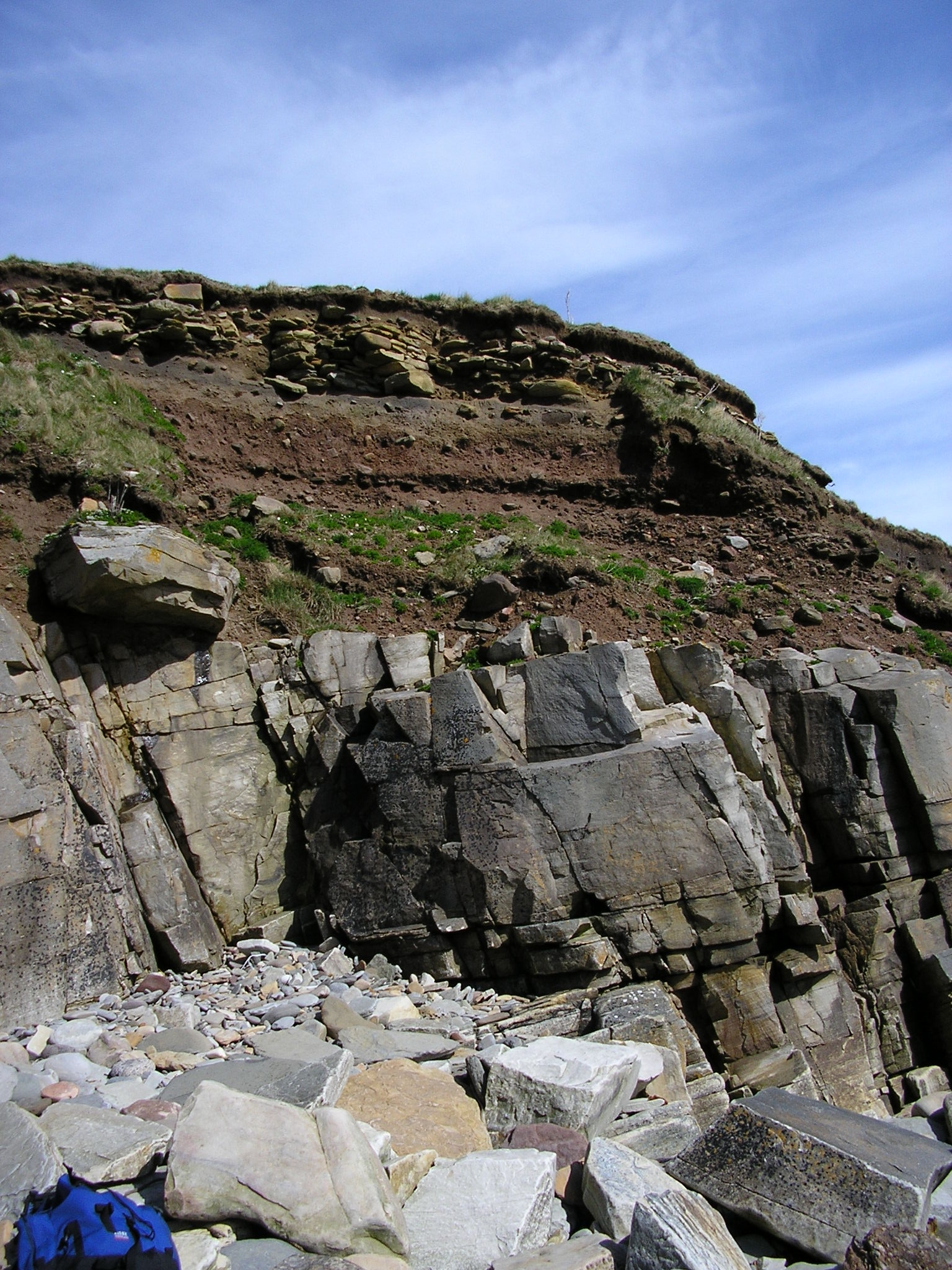
Affioramento del substrato roccioso ricoperto da suolo inglobante frammenti rocciosi della roccia in posto e di altra provenienza, Sandside Bay, Caithness

In geologia il termine sostrato o substrato (dal latino "sub stratum" ossia sotto lo strato) si applica alla roccia inalterata che si trova al di sotto del suolo o di altre coperture superficiali inconsolidate: l'esposizione diretta della roccia costituente il substrato sulla superficie terrestre, per assenza (naturale o artificiale) della copertura, è detta affioramento .

## Descrizione
La profondità del substrato rispetto alla copertura, o meglio rispetto alla quota del piano campagna, è variabile e può andare da pochi metri fino a centinaia di metri, a seconda dei contesti sedimentari e tettonici della zona. In idrogeologia con il termine substrato o sostrato si indica la formazione rocciosa, generalmente compatta e impermeabile, posta al di sotto di una falda acquifera, o di un deposito di terreno alluvionale recente o di altre rocce (la copertura). In stratigrafia, col nome di substrato, chiamato anche roccia in posto o gergalmente roccia fresca (nel senso di non alterata e non soggetta all'erosione superficiale), si indica la roccia consolidata giacente sotto la superficie di un pianeta terrestre, di solito la Terra, che si trova in continuità stratigrafica e/o strutturale con le sottostanti rocce nell'ambito dell'assetto geologico dell'area.
Superiormente il substrato termina con la superficie dello stesso erosa e irregolare, sulla quale giace di solito un deposito non consolidato o il suolo derivato dall'alterazione della roccia che costituiva la parte sommitale originaria delle rocce costituenti il substrato. I depositi superficiali (anche conosciuti come detriti) possono essere talmente spessi che la roccia in posto può giacere a centinaia di metri al di sotto della superficie. In aree nelle quali la copertura superficiale è continua e presenta uno spessore metrico o superiore, l'identificazione della superficie di contatto col substrato, ossia della sua sommità, riveste un aspetto centrale nella maggior parte dei progetti di ingegneria civile, e viene ricercata  con sondaggi geognostici per mezzo di indagini dirette con scavi, trincee, perforazioni o metodi geofisici, in quest'ultimo caso le tecniche maggiormente impiegate sono la sismica a rifrazione e profili geoelettrici. Le mappe geologiche a grande scala solitamente mostrano la distribuzione dei diversi tipi di roccia, così come sarebbero viste in superficie se tutto il suolo e i depositi superficiali venissero rimossi.